# Канадські естонці
Канадські естонці (ест. Eestlased Kanadas) — канадські громадяни естонського походження (народились у незалежній Естонії або є нащадками тих, хто мав естонське громадянство). У Канаді проживає близько 24000 естонців, за деякими даними, навіть 50000. 
Канада має найбільшу та найстабільнішу громаду естонців за межами Естонії. У 1940 та 1950 роках до Канади переїхало приблизно 17000 естонців. 
Життя естонської діаспори є особливо активним у Торонто, де функціонують Естонський дім Торонто (ест. Toronto Eesti maja), Тартуський коледж (ест. Tartu College), Естонський банк у Торонто (ест. Toronto Eesti Ühispank), газета Естонське життя (ест. Eesti elu) тощо. Університет Торонто має естонську професуру. 
Серед найвідоміших канадських естонців — психолог Ендель Тулвінг (ест. Endel Tulving), журналіст і зелений політик Калле Ласн (ест. Kalle Lasn), хімік Олев Трасс (ест. Olev Träss), архітектори Артур Юрветсон (ест. Artur Jürvetson) і Ельмар Тампильд (ест. Elmar Tampõld), проповідники Едгар Гейнсоо (ест. Edgar Heinsoo) і Андрес Таул (ест. Andres Taul), письменники Ільмар Кюльвет (ест. Ilmar Külvet) і Арвед Вірлейд, хімік і музикант Олаф Копвіллем (ест. Olaf Kopvillem), політик та публіцист Едгар В. Сакс, футболіст Андреас Вайкла, винний експерт та тренер Ейк Ярві, співачка та актор Лейда Ярві та інші. 
Велло Сало, священнослужитель, та Арво Нійтенберг, вчений і політик, довгий час жили в Канаді. 